# Sphaerozone tulasnei
Sphaerozone tulasnei är en svampart som beskrevs av Zobel 1854. Sphaerozone tulasnei ingår i släktet Sphaerozone och familjen Pezizaceae.   Inga underarter finns listade i Catalogue of Life.